# Дейвид Уингроув
Дейвид Уингроув (на английски: David Wingrove) е британски писател на бестселъри в жанра научна фантастика.

## Биография и творчество
Дейвид Джон Уингроув е роден на 1 септември 1954 г. в Северен Батърсий, Лондон, Англия. Като дете си играе сред все още не възстановените развалини на града от бомбардировките през Втората световна война. Учи в началното училище „Сейн Мери“ и в местната гимназия. Обича да чете Азимов и Хайнлайн, а по-късно и Дилейни, Силвърбърг, Олдис, Ле Гуин и Зелазни. Решава, че и той може да бъде писател в жанра.
Получава диплома по банково дело и работи в банковия сектор в продължение на 7 години. След банковата си кариера, окуражен от приятелката си, Уингроув отива през 1979 г. в Университета в Кент, Кентърбъри, където следва английска и американска литература. След три години получава магистърска степен, а след още три и докторска степен за изследване върху Лоурънс, Харди и Голдинг.
Въпреки работата си Уингроув опитва да твори и между 1972 г. и 1982 г. е написал над 300 непубликувани разкази и 15 романа. Всички те все още се съхраняват в неговия архив в два малки шкафа и на тях той гледа като на творчески уроци.
След завършването си и скучната докторска дисертация Уингроув започва работа по нов проект наречен в началото „A Perfect Art“. Между 1984 г. и 1988 г., когато за първи път е представен, заглавието е променено два пъти, ставайки накрая „Чун Куо“, под което заглавие е продаден през 1988 г. на 18 издатели по целия свят.
Първият роман „Средното царство“ от серията „Чун Куо“ излиза през 1989 г. Серията включва общо 8 произведения, въпреки планираните девет части. Историите за империята „Чун Куо“ и седемте династии, които я управляват, сред войни, заговори, интриги и подли убийства, са завладяващи и неустоими за любителите на фантастичния жанр.
През юли 1992 г. Уингроув се жени за дългогодишната си приятелка Сюзън Аудот, писателка. Те имат четири дъщери – Джесика (1984), Амелия (1986), Джорджия (1989) и Франческа (1994).
През 1995 г. Уингроув пише в съавторство с писателя фантаст Ранд Милър поредицата „Мист“, която е свързана с най-продаваните тогава CD-ROM игри – „Myst“.
През 2008 г. издателство „Nicolas Cheetham at Quercus“ купува правата на поредицата „Чун Куо“ и възлага на Уингроув да я преработи в поредица от 18-20 по-кратки части, които да включват изцяло нова предистория, частична преработка и радикално нов финал. През 2009 г. правата са прехвърлени на издателство „Corvus Atlantic“ и първият роман „Son of Heaven“ излиза през 2010 г.
Дейвид Уингроув живее със семейството си в северен Лондон, в обновено викторианско имение. Съпругата му Сюзън Аудот също е писател на бестселъри в жанра съвременен дамски роман, и нейните произведения са екранизирани в телевизията. Уингроув е запален фен на футболния отбор Куинс Парк Рейнджърс.

## Произведения

### Серия „Чун Куо“ (Chung Kuo)
1. Средното царство, The Middle Kingdom (1989)
2. Счупеното колело, The Broken Wheel (1990)
3. Бялата планина, The White Mountain (1991)
4. Камъкът отвътре, The Stone Within (1992)
5. Beneath the Tree of Heaven (1993)
6. White Moon, Red Dragon (1994)
7. Days of Bitter Strength (1995)
8. The Marriage of the Living Dark (1997)

### Серия „Мист“ (Myst) – в съавторство сРанд Милър
1. Книга на Атрус, The Book of Atrus (1995)
2. Книга на Ти'ана, The Book of Ti'ana (1996)
3. The Book of D'ni (1996)

### Серия „Чун Куо“ – преработена серия (Chung Kuo recasting, илиWhen China Comes)
1. Son of Heaven (2010)
2. Daylight on Iron Mountain (2011)
3. The Middle Kingdom (преработка) (2011)
4. Ice and Fire (2012)
5. Art of War (2013)
6. An Inch of Ashes (2013)

### Разкази
- Photographs (1980)
- Avenging Lepanto – the Long View (1988)
- At the Freed Slave (1990)

### Поеми
- N-Tropism (1977)

### Документалистика
- Immortals of Science Fiction (1981)
- The Science Fiction Source Book (1984)
- Apertures (1984) – в съавторство с Брайън Олдис
- Science Fiction Film Source Book (1985)
- Trillion Year Spree: The History of Science Fiction (1986) – в съавторство с Брайън Олдис